# Unità Continentale
Unità Continentale (in francese Unité Continentale) è stato un gruppo paramilitare di matrice neoeurasiatista e nazionalrivoluzionaria, formato da volontari francesi e serbi, che ha preso parte alla guerra del Donbass in seno alla Brigata Prizrak.

## Storia
Il gruppo venne fondato nel 2014 da Victor-Alfonso Lenta, un ex membro dell'esercito francese con esperienza in Afghanistan, espulso successivamente per affiliazione a un gruppo di estrema destra, e da Nikola Perović, un francese di origini serbe e anch'egli veterano. Prima di fondare il gruppo, entrambi avevano partecipato nel 2014 a una manifestazione a Belgrado in supporto del leader del Partito Radicale Serbo, Vojislav Šešelj.
I due iniziarono inoltre a fornire droni ai separatisti filorussi e raggiunsero il Donbass nel giugno 2014, dove il gruppo venne aggregato alla Brigata Prizrak guidata da Aleksej Mozgovoj. Fu la prima unità filorussa composta prevalentemente da stranieri, con volontari provenienti principalmente da Francia e Serbia (inclusi membri dell'organizzazione neofascista Azione Serba), ma anche da Spagna e Brasile, come l’ex poliziotto brasiliano Rafael Lusvarghi. Il reclutamento era curato da un ex ufficiale francese.

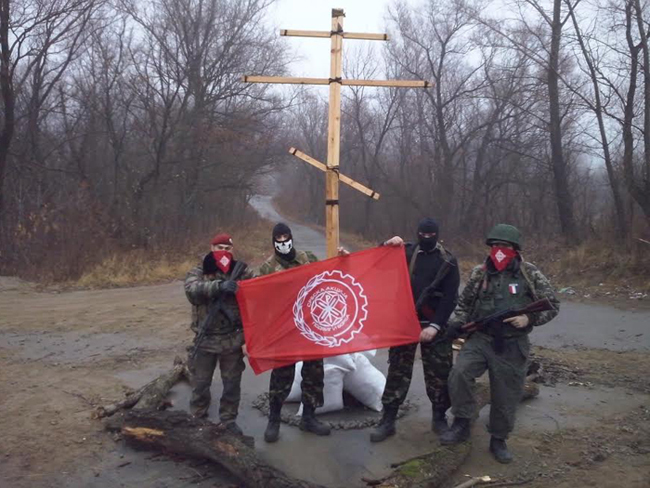
Membri di Unità Continentale espongono la bandiera di Azione Serba. Si nota una toppa militare francese sul primo a destra

Durante la guerra, il loro ruolo principale consisteva in missioni di osservazione e pattugliamento vicino alle linee del fronte, spesso sotto bombardamenti. Tra i membri spiccava il serbo Radomir Počuča, precedentemente arrestato, che nel Donbass tentò di uccidere due volontari serbi esterni al suo gruppo. Altri membri aggredirono un volontario serbo sospettato di essere una spia. Počuča fu infine espulso dal gruppo e lasciò l'Ucraina.
Il gruppo si sciolse nel gennaio 2015, a causa dell'abbandono di molti membri dal fronte. I restanti si unirono ad altre unità, come la Brigata Pjatnaška. Ci fu una breve riapparizione sotto la guida del francese Philippe Khalfine all'interno della Milizia Popolare di Doneck, ma venne nuovamente sciolto poco dopo.

## Dopo la guerra
Un ex membro del gruppo, il francese Guillaume Cuvelier, si unì in seguito al suo ritiro dal fronte ucraino alle forze curde dei Peshmerga nel 2015 per combattere contro l’ISIS. Due anni dopo si unì all’Esercito degli Stati Uniti per poi venire cacciato quando si scoprì del suo passato in Unità Continentale. Nell’aprile 2022 il nazionalista serbo Stefan Dimitrijević, che aveva militato in Unità Continentale, è morto al fronte.